# Heilige Familie (Żelazna Góra)

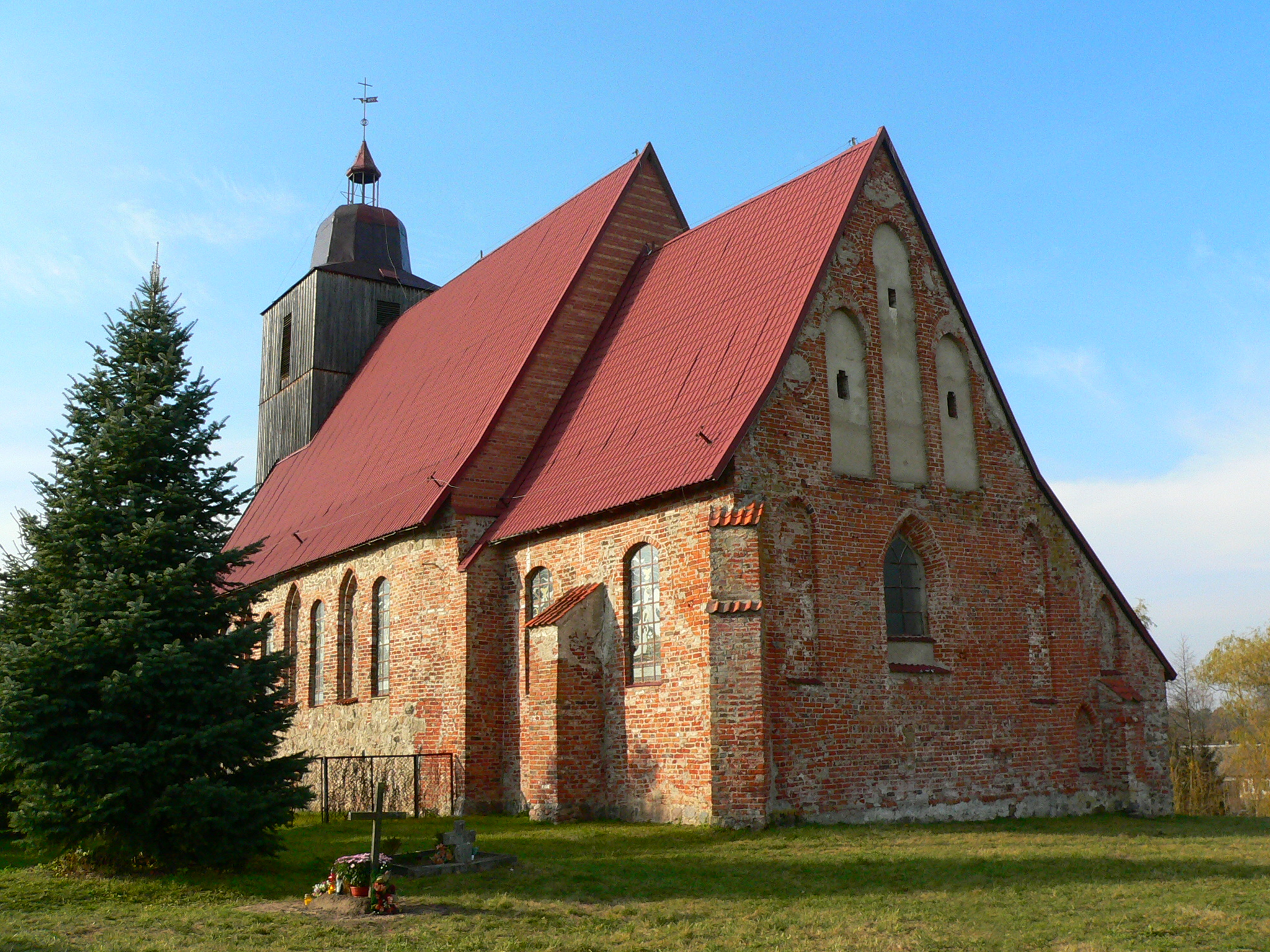
Kirche Żelazna Góra

Die römisch-katholische Kirche der Heiligen Familie (polnisch Kościół Świętej Rodziny) im ermländischen Żelazna Góra (deutsch Eisenberg) in der polnischen Woiwodschaft Ermland-Masuren stammt aus der Zeit des Deutschen Ordens.

## Geschichte
Im Jahr 1308 verlieh Hermann von Eisenberg dem Dorf eine Handfeste zu kulmischem Recht. Die Kirche wird mit vier Freihufen dotiert. Chor, Sakristei und die seitlichen Ostwände des Langhauses wurden wohl um die Mitte des 14. Jahrhunderts errichtet. Die Datierung ergibt sich aus dem Vorbild des Frauenburger Domes für den Chorgiebel. Im Jahr 1411 stahlen polnischen Truppen Geräte im Wert von 30 Mark aus der hölzernen Kirche. Noch in den Schadensbüchern wird Eisenberg als Holzbau beschrieben. Das Langhaus sowie der Turmstumpf stammen also aus der Zeit nach 1420. Anfang des 17. Jahrhunderts wurde ein hölzerner Turmaufbau errichtet. Umbauten und Restaurierungen fanden 1570, 1711, im 19. Jahrhundert und 1934 statt. Die Kirche gehörte zum Archipresbyterat Braunsberg. Die bei polnischer Übernahme 1945 stark beschädigte Kirche wurde Mitte der 1990er Jahre wiederhergestellt.

## Bauwerk
Die Kirche ist ein Saalbau mit eingezogenem gewölbtem Rechteckchor, Westturm und Strebepfeilern. Der einfache und klar strukturierte Ostgiebel hat sein Vorbild im nahegelegenen Frauenburger Dom. Am Chor ist der Wechsel von wendischem und gotischem Verband bemerkenswert. Feldstein wurde auf der Südseite des Langhauses bis zur Traufe, an der Nordseite etwa bis zur halben Höhe verwendet. Das Erdgeschoss des Turms besteht ganz aus Feldstein. Der Chor hat einen niedrigen Feldsteinsockel. Backstein wurde für das aufgehende Mauerwerk am Chor, und für Fenster, Blenden und Portale am Langhaus eingesetzt.
Der Rechteckchor hat zwei Fenster nach Süden, die Ostwand zwei hohe und schmalen Blenden, die ein breiteres und höher ansetzendes Mittelfenster rahmen. Im Inneren finden sich Spuren einer geplanten gotischen Wölbung. Das Langhaus hat Strebepfeiler nur an den beiden westlichen Kanten. Die Längswände haben je zwei Fenster im Wechseln mit gestuften spitzbogigen Blenden. Im Süden befinden sich zwischen den Fenstern jeweils eine Blende, im Norden zwei Blenden. Je ein spitzbogiges Portal befand sich im Norden (hier heute vermauert) und im Süden. Die Sakristei an der Nordseite des Chors steht im Verband und in der Flucht mit der Ostwand des Langhauses. Die Sakristei hat ein kleines spitzbogiges, heute vermauertes Fenster nach Osten und einen zierlichen Strebepfeiler.
Der Turm hat im Westen ein dreifach gestuftes spitzbogiges Portal und ist ansonsten schmucklos. Der Ostgiebel ist ein steiler Dreiecksgiebel, gefüllt mit drei Spitzbogenblenden und Kreisblenden, die an den Kanten profiliert sind.